# Campionati nazionali di ciclismo su strada 2007

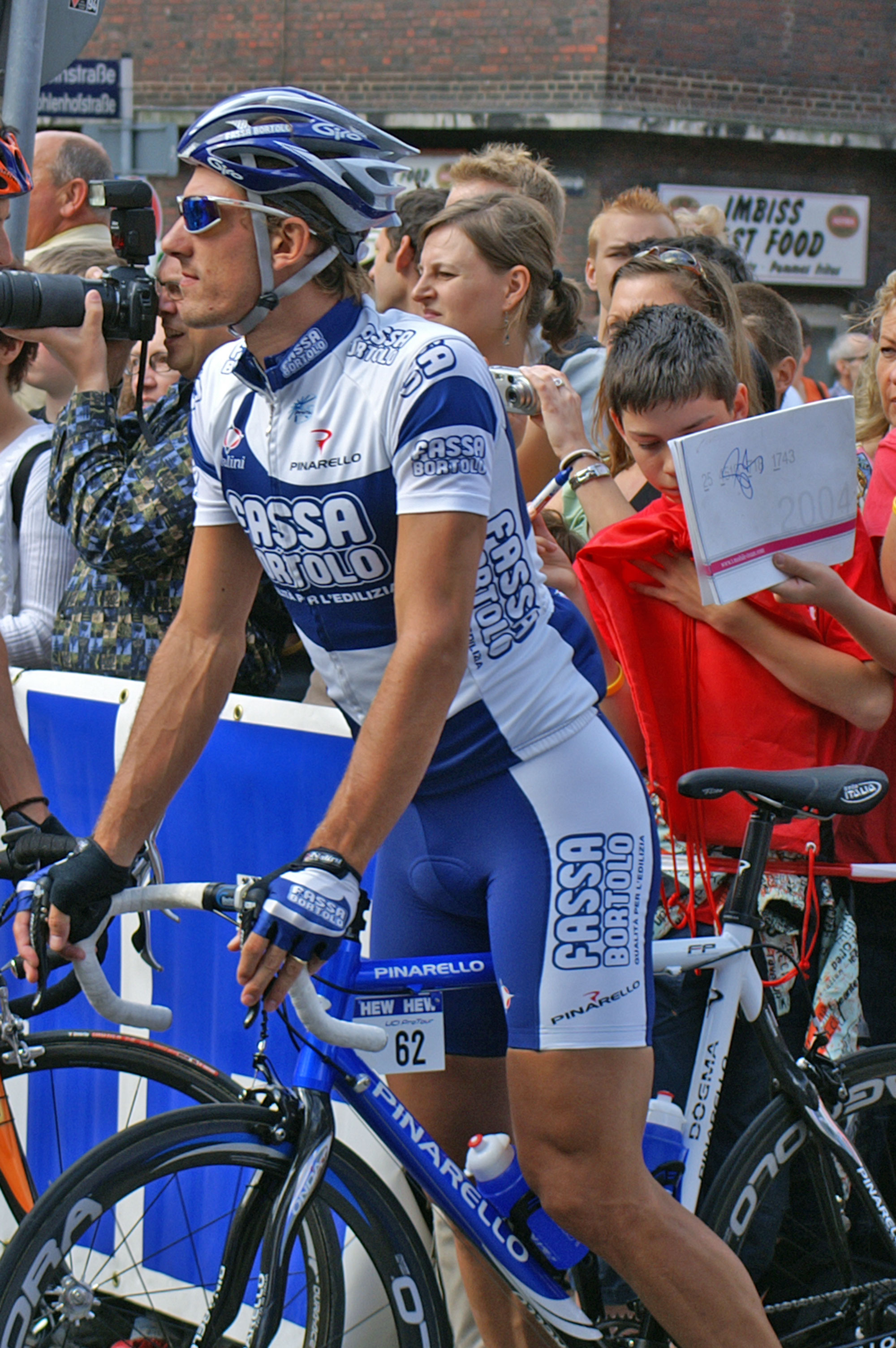
Fabian Cancellara, campione svizzero contro il tempo

I Campionati nazionali di ciclismo del 2007 si sono tenuti tra la fine di giugno e l'inizio di luglio, tranne alcune eccezioni.

## Maglie
Il vincitore di un ogni campionato nazionale veste la maglia nazionale in tutte le competizioni nell'anno successivo nella rispettiva disciplina, tranne che nel Campionato del Mondo. Le maglie tendono a rappresentare le bandiere delle nazioni o usano i rispettivi colori.

## Cancellazioni
I campionati britannici sono stati cancellati a causa delle piogge torrenziali che hanno colpito la nazione in tutta la settimana in cui si doveva svolgere l'evento. Gli organizzatori tuttavia sperano di disputare i campionati dopo il Tour de France. I campionati nazionali a cronometro della Repubblica Ceca e della Slovacchia furono cancellati per un incidente su una delle principali arterie stradali dei paesi.

## Campioni
| Paese               | Campione maschile     | Campione maschile      | Campione femminile      | Campione femminile       | Campione maschile under-23 | Campione maschile under-23 |
| Paese               | In linea              | Cronometro             | In linea                | Cronometro               | In linea                   | Cronometro                 |
| ------------------- | --------------------- | ---------------------- | ----------------------- | ------------------------ | -------------------------- | -------------------------- |
| Argentina           | Raul Turano           | Guillermo Bruneta      | Valeria Romina Pintos   | Jesica Compiano          | Jesica Compiano            | Emanuel Saldaño            |
| Australia           | Darren Lapthorne      | Nathan O'Neill         | Katie Mactier           | Carla Ryan               | Wesley Sulzberger          | Zakkari Dempster           |
| Austria             | Christian Pfannberger | Rupert Probst          | Daniela Pintarelli      | Christiane Soeder        |                            |                            |
| Bielorussia         | Branislaŭ Samojlaŭ    | Andrėj Kunicki         | Taccjana Šarakova       | Taccjana Šarakova        | Sjarhej Sakavec            | Sjarhej Papok              |
| Belgio              | Stijn Devolder        | Leif Hoste             | Ludivine Henrion        | An Van Rie               | Pieter Muys                | Francis De Greef           |
| Bolivia             | Horacio Gallardo      | Alberto Maizares       |                         |                          |                            |                            |
| Brasile             | Nilceu Santos         | Pedro Nicacio          | Valquiria Bento Pardial | Janildes Fernandes Silva |                            |                            |
| Bulgaria            | Ivajlo Gabrovski      | Ivajlo Gabrovski       | -                       | -                        | Spas Gyurov                | Bogdan Stoychev            |
| Burkina Faso        | Saïdou Sanfo          |                        |                         |                          |                            |                            |
| Canada              | Cameron Evans         | Ryder Hesjedal         | Gina Grain              | Anne Samplonius          | Christian Meier            | David Veilleux             |
| Cile                | Gonzalo Garrido       | Jose Medina            |                         |                          |                            |                            |
| Costa Rica          | Juan Carlos Rojas     | Nieves Carrasco        | Marcela Rubiano         | Alia Cardinales          |                            |                            |
| Croazia             | Tomislav Dančulović   | Matija Kvasina         |                         |                          | Kristijan Ðurasek          |                            |
| Cipro               | Christos Kythraiotis  | Christos Kythraiotis   | Demetra Antoniou        | Marina Heodorou          |                            |                            |
| Rep. Ceca           | Tomáš Bucháček        | Stanislav Kozubek      | Martina Ružicková       | Tereza Huríková          | Jakub Novák                | Jirí Bareš                 |
| Danimarca           | Alex Rasmussen        | Lars Ytting Bak        | Karina Hegelund         | Trine Schmidt            |                            |                            |
| Ecuador             |                       | Juan Carlos Montenegro |                         |                          |                            |                            |
| Emirati Arabi Uniti | Saeed Ali Ahmed       | Alsabbagh Humaid       |                         |                          |                            |                            |
| Estonia             | Erki Pütsep           | Jaan Kirsipuu          | Grete Treier            | Grete Treier             | Tanel Kangert              | Gert Jõeäär                |
| Finlandia           | Matti Pajari          | Matti Helminen         | Tiina Nieminen          | Tiina Nieminen           |                            |                            |
| Francia             | Christophe Moreau     | Benoît Vaugrenard      | Edwige Pitel            | Maryline Salvetat        |                            |                            |
| Germania            | Fabian Wegmann        | Bert Grabsch           | Luise Keller            | Hanka Kupfernagel        |                            | Marcel Kittel              |
| Regno Unito         | David Millar          | David Millar           | Nicole Cooke            | Wendy Houvenaghel        |                            | Matt Brammeier             |
| Ungheria            | Bálint Szeghalmi      | László Bodrogi         |                         |                          |                            |                            |
| Iran                | Ghader Mizbani        | Hossein Askari         |                         |                          |                            |                            |
| Irlanda             | David O'Loughlin      | Nicolas Roche          | Siobhan Dervan          | Louise Moriarty          | Mark Cassidy               | Paul Brady                 |
| Israele             | Gal Tsachor           | Gali Ronen             |                         |                          |                            |                            |
| Italia              | Giovanni Visconti     | Marco Pinotti          | Eva Lechner             | Vera Carrara             | Simone Ponzi               | Adriano Malori             |
| Giappone            | Yukiya Arashiro       | Kazuya Okazaki         | Miho Oki                | Miho Oki                 | Jyumpei Murakami           |                            |
| Kazakistan          | Maksim Iglinskij      | Aleksandr D'jačenko    | Zul'fija Zabirova       | Zul'fija Zabirova        |                            |                            |
| Lettonia            | Aleksejs Saramotins   | Raivis Belohvoščiks    |                         |                          |                            |                            |
| Lituania            |                       |                        | Rasa Leleivyte          | Edita Pučinskaitė        | Ramūnas Navardauskas       | Gediminas Bagdonas         |
| Lussemburgo         | Benoît Joachim        | Christian Poos         | Suzie Godart            | Christine Majerus        | Ben Gastauer               | Kim Michely                |
| Moldavia            | Oleg Berdos           | Sergei Tvetcov         |                         |                          |                            |                            |
| Namibia             | Erik Hoffmann         | Erik Hoffmann          |                         |                          |                            |                            |
| Paesi Bassi         | Koos Moerenhout       | Stef Clement           | Marlijn Binnendijk      | Kim van Dijk             | Tom Leezer                 | Lars Boom                  |
| Norvegia            | Alexander Kristoff    | Edvald Boasson Hagen   | Kristine Saastad        | Anita Valen              | Frederik Wilmann           | Frederik Wilmann           |
| Nuova Zelanda       | Julian Dean           | Glen Chadwick          | Alison Shanks           | Alison Shanks            | Matthew Haydock            | Matthew Haydock            |
| Polonia             | Tomasz Marczyński     | Łukasz Bodnar          | Maja Włoszczowska       | Joanna Ignasiak          | Piotr Krysman              | Maciej Bodnar              |
| Portogallo          | Cândido Barbosa       | Ricardo Martins        | Irina Coelho            | Isabel Caetano           | Vítor Rodrigues            | Tiago Machado              |
| Russia              | Vladislav Borisov     | Vladimir Gusev         | Natal'ja Bojarskaja     | Тat'jana Аntošina        |                            | Dmitrij Sokolov            |
| Serbia              | Žolt Der              | Esad Hasanović         | Dragana Kovačević       | Jovana Krtinić           | Esad Hasanović             | Aleksandar Srnic           |
| Slovacchia          | Martin Riška          | cancellata             |                         | cancellata               | Ivan Viglaský              | cancellata                 |
| Slovenia            | Tadej Valjavec        | Kristjan Koren         |                         |                          | Jože Senekovič             |                            |
| Spagna              | Joaquim Rodríguez     | José Iván Gutiérrez    | Maribel Moreno          | Maribel Moreno           | Carlos Delgado             | Rafael Serrano             |
| Sudafrica           | Malcolm Lange         | David George           | Ronel Van Wyk           | Ronel Van Wyk            | Nolan Hoffmann             | Arran Brown                |
| Svezia              | Magnus Bäckstedt      | Gustav Larsson         | Angelica Agerteg        | Emma Johansson           | Andreas Lindén             | Viktor Holfve              |
| Svizzera            | Beat Zberg            | Fabian Cancellara      | Sereina Trachsel        | Karin Thürig             |                            | Mathias Frank              |
| Ucraina             | Volodymyr Zahorodnij  | Volodymyr Djudja       |                         |                          |                            |                            |
| Stati Uniti         | Levi Leipheimer       | Dave Zabriskie         | Mara Abbott             | Kristin Armstrong        | Max Jenkins                | Nick Frey                  |
| Uzbekistan          | Ruslan Karimov        | Vladimir Tujčiev       |                         |                          |                            |                            |
| Venezuela           | Tomás Gil             | José Rujano            | Daniela García          | Karelia Machado          |                            |                            |